# 日産・フォーラム
フォーラム（FORUM ）は、日産自動車が開発したコンセプトカーである。

## 概要
2008年の北米国際オートショーにて発表。3列7人乗りのミニバンで、日産デザインアメリカによる設計で、前席が両親、後席が子供のスペースとして設計されており、また北米におけるミニバンは母親の車であるという通念を乗り越えた両親の車として設計された。
前年の東京モーターショーに出展された同じくミニバンのコンセプトカーのアメニオと同じく、Bピラーレスの構造を取り、フロントドアの開閉角を90°とし、2列目を両側スライドドアとしたことで乗降性を高めた。また、1列目シートが電動で前方に移動され、2列目シートの左右座席が一緒に電動で回転することにより、2、3列目を対座とすることが可能である。
また、2、3列目のにはBOSE社と共同開発のシートモニターカメラが装備され、車内放送システムやアラウンドビューモニターも装備された。
環境に配慮したクリーンディーゼルエンジンを搭載し、CVTが組み合わされる。

## 車名の由来
「集会場」を表す英語「forum」から。